# Юлмуст
Ю́льмуст (швед. julmust, от jul — рождество и must — муст, сок) — традиционный шведский газированный безалкогольный напиток на основе воды, лимонной кислоты, карамельного колера и пряностей (гвоздика, бадьян, кардамон). Обычно продаётся в магазинах, употребляется в период позднего адвента и непосредственно в католическое Рождество, являясь неотъемлемой частью праздника. В рождественские праздники юлмуст — самый популярный напиток в Швеции и по количеству продаж оставляет далеко позади даже наиболее известные марки газированных напитков. Оригинальный полный рецепт юлмуста является тайной и известен лишь производителям. На этикетках напитка часто изображается Юльтомте — шведский Дед Мороз. Также этот напиток продаётся во время Пасхи под названием Поскмуст (påskmust).

## История напитка
Напиток был создан Гарри Робертсом и его отцом, производителем безалкогольных напитков, Робертом Робертсом. Первоначально Гарри получил рецепт этого напитка в Германии, где изучал химию. Будучи трезвенниками, Робертсы решили создать на его основе безалкогольную альтернативу пиву, которое в то время было популярно на шведских столах. Изначально они попытались выпустить напиток под названием «Рождественское пиво». В 1910 году в Эребру была основана компания по производству безалкогольных напитков Roberts AB. В течение первых нескольких лет продажи Юльмуста были низкими, но после принятого в 1922 сухого закона, а позднее введения государственной алкогольной монополии, продажи напитка резко возросли. Компания также выпустила напиток Шампис (Champis) как альтернативу  белому игристому вину.